# Gutanasar
Gutanasar (armeniska: Գութանասար) är ett berg i Armenien. Det ligger i provinsen Kotajk, i den centrala delen av landet, 25 kilometer nordost om huvudstaden Jerevan. Toppen på Gutanasar är 2 299 meter över havet, eller 367 meter över den omgivande terrängen. Bredden vid basen är 3,2 km.
Terrängen runt Gutanasar är huvudsakligen kuperad. Runt Gutanasar är det ganska tätbefolkat, med 149 invånare per kvadratkilometer.. Närmaste större samhälle är provinscentralorten Hrazdan, 15,8 kilometer norr om Gutanasar. 
Trakten runt Gutanasar består till största delen av jordbruksmark.